# Albums du père Castor
| Numéro | Titre                                                                                  | Année | Illustrateur                           | Auteur                                  | Éditions,                                                                                             |
| ------ | -------------------------------------------------------------------------------------- | ----- | -------------------------------------- | --------------------------------------- | --- |
| 1      | Je fais mes masques                                                                    | 1931  | Nathalie Parain                        | Nathalie Parain                         | |
| 2      | Je découpe                                                                             | 1931  | Nathalie Parain                        | Nathalie Parain                         | |
| 3      | Album magique                                                                          | 1932  | Nathalie Parain, Hélène Guertik        | Rose Celli                              | |
| 4      | Baba Yaga                                                                              | 1932  | Nathalie Parain                        | Rose Celli                              | |
| 5      | Crayons et Ciseaux                                                                     | 1932  | Nathalie Parain                        | Nathalie Parain                         | |
| 6      | Ribambelles                                                                            | 1932  | Nathalie Parain, Hélène Guertik        | Nathalie Parain, Hélène Guertik         | |
| 7      | Ronds et carrés                                                                        | 1932  | Nathalie Parain                        | Nathalie Parain                         | |
| 8      | Album fée                                                                              | 1933  | Hélène Guertik                         | Rose Celli, Marguerite Reynier          | |
| 9      | Allons vite                                                                            | 1933  | Nathalie Parain                        | Rose Celli                              | |
| 10     | Chacun sa maison                                                                       | 1933  | Alexandre Chemetov                     | Guy Deffontaine, Paul Faucher           | |
| 11     | Chansons de jeux                                                                       | 1933  | Georges Tcherkessof                    | S. Sestier                              | |
| 12     | Conte du petit poisson d'or                                                            | 1933  | Ivan Bilibine                          | Rose Celli                              | |
| 13     | Fauves en papier                                                                       | 1933  | Charcane                               | Charcane                                | |
| 14     | Je fais mes jouets avec des plantes                                                    | 1933  | Ruda                                   | Enfants Institut Bakulé                 | |
| 15     | Jeux en images                                                                         | 1933  | Nathalie Parain                        | Rose Celli                              | |
| 16     | Jeux de pliage                                                                         | 1933  | Ferdinand Krech                        | Ferdinand Krech                         | |
| 17     | Masques de la jungle                                                                   | 1933  | Nathalie Parain                        | Nathalie Parain                         | |
| 18     | Les Petits et les Grands                                                               | 1933  | Feodor Rojankovsky                     | Rose Celli                              | |
| 19     | Les Trois Ours                                                                         | 1933  | Alexandre Chemetov                     | Rose Celli, Guy Deffontaine             | |
| 20     | Ah ! La belle journée                                                                  | 1934  | Hélène Guertik                         | Hélène Guertik                          | |
| 21     | Les Bêtes que j'aime                                                                   | 1934  | Hélène Guertik                         | Louv'a                                  | |
| 22     | Bonjour-bonsoir                                                                        | 1934  | Nathalie Parain                        | Nathalie Parain                         | |
| 23     | Chez nous il y a...                                                                    | 1934  | Angèle Malclès                         | Angèle Malclès                          | |
| 24     | Contes de fées                                                                         | 1934  | Lalouve                                | Lalouve                                 | |
| 25     | De fil en aiguille                                                                     | 1934  | Charcane                               | Charcane                                | |
| 26     | En famille                                                                             | 1934  | Feodor Rojankovsky                     | Marguerite Reynier                      | |
| 27     | Ils font comme ci                                                                      | 1934  | Charcane                               | père Castor                             | |
| 28     | Images lumineuses                                                                      | 1934  | Lalouve                                | Lalouve                                 | |
| 29     | Jeux de formes                                                                         | 1934  | Serge Wishnevsky                       | Serge Wishnevsky                        | |
| 30     | Jeu des portraits                                                                      | 1934  | Georges Tcherkessof                    | père Castor                             | |
| 31     | Panache l'écureuil                                                                     | 1934  | Feodor Rojankovsky                     | Lida                                    | EO 21 × 23 1934 ?                                                                                     |
| 32     | Tout change                                                                            | 1934  | Georges Tcherkessof                    | Georges Tcherkessof                     | |
| 33     | Le Beau Jeu des vitraux                                                                | 1934  | Lalouve                                | Lalouve                                 | |
| 34     | Les douze signes du zodiaque                                                           | 1934  | K. Wolff                               | K. Wolff                                | |
| 35     | Circulez                                                                               | 1935  | Angèle Malclès                         | Mireille Nelly-Roussel                  | |
| 36     | Cocorico                                                                               | 1935  | Lada                                   | Lada                                    | |
| 37     | Conte de la marguerite                                                                 | 1935  | Béatrice Appia                         | Béatrice Appia                          | 16,5 × 18,5 10-1955 no 302 16,5 × 18,5 11-1965 no 5352 18 × 21 3-1978 no 9280 18 × 21 8-1992 no 17088 |
| 38     | Des fruits                                                                             | 1935  | Hélène Guertik                         | Hélène Guertik                          | |
| 39     | Des légumes                                                                            | 1935  | Hélène Guertik                         | Hélène Guertik                          | |
| 40     | Des oiseaux                                                                            | 1935  | Hélène Guertik                         | Hélène Guertik                          | |
| 41     | Des poissons                                                                           | 1935  | Hélène Guertik                         | Hélène Guertik                          | |
| 42     | Fables de la fontaine                                                                  | 1935  | Lalouve                                | Lalouve                                 | |
| 43     | Faites votre marché                                                                    | 1935  | Nathalie Parain                        | Nathalie Parain                         | |
| 44     | Froux le lièvre                                                                        | 1935  | Feodor Rojankovsky                     | Lida                                    | |
| 45     | Lanterne magique                                                                       | 1935  | Lalouve                                | Lalouve                                 | |
| 46     | Les Mille et Une Nuits                                                                 | 1935  | Lalouve                                | Lalouve                                 | |
| 47     | Plouf, canard sauvage                                                                  | 1935  | Feodor Rojankovsky                     | Lida                                    | 21 × 23 ?-1943 ? 21 × 23 10-1954 21 × 23 4-1974 no 8928                                               |
| 48     | Le Royaume des abeilles                                                                | 1935  | Ruda                                   | Lida                                    | 16,5 × 18,5 12-1952 no 2274                                                                           |
| 49     | Six métiers                                                                            | 1935  | Natan Altman                           | Nathan Altman                           | |
| 50     | Le Tapis volant                                                                        | 1935  | Ivan Bilibine                          | Marguerite Reynier                      | |
| 51     | Théâtre d'ombres I                                                                     | 1935  | H. de Renaucourt                       | H. de Renaucourt                        | |
| ?      | Papier lissé, cristal la crèche et les santons                                         | 1935  | Ruda                                   | Ruda                                    | |
| 52     | A.B.C. du père Castor                                                                  | 1936  | Feodor Rojankovsky                     | Feodor Rojankovsky                      | |
| 53     | Bourru, l'ours brun                                                                    | 1936  | Feodor Rojankovsky                     | Lida                                    | 21 × 23 12-1954 no 2697                                                                               |
| 54     | Calendrier des enfants                                                                 | 1936  | Feodor Rojankovsky                     | Y. Lacbte                               | 18 × 21 9-1956 no 3173                                                                                |
| 55     | Chacun son nid                                                                         | 1936  | Charcane                               | Lida                                    | |
| 56     | Mon jardin                                                                             | 1936  | Alexandra Exter                        | Alexandra Exter                         | |
| 57     | Jeux de nourrices                                                                      | 1936  | Françoise Estachy                      | Françoise Estachy                       | |
| 58     | Quinze jeux sur table                                                                  | 1936  | F. Cmur                                | F. Cmur                                 | |
| 59     | Un jour de vacances                                                                    | 1936  | Charcane                               | Charcane                                | |
| 60     | Perlette goutte d'eau                                                                  | 1936  | Béatrice Appia                         | Marie Colmont                           | 18 × 21 8-1970 no 8119                                                                                |
| 61     | Scaf le phoque                                                                         | 1936  | Feodor Rojankovsky                     | Lida                                    | 21 × 23 1943 21 × 23 4-1959 no 3699                                                                   |
| 62     | La Suisse                                                                              | 1936  | Lalouve                                | Lalouve                                 | |
| 63     | Théâtre d'ombres II                                                                    | 1936  | Lalouve                                | Lalouve                                 | |
| 64     | Vieilles chansons                                                                      | 1936  | Lalouve                                | Lalouve                                 | |
| 65     | L'Atelier d'arlequin                                                                   | 1937  | Charles Bellenfant                     | Charles Bellenfant                      | |
| 66     | La Ferme du père Castor                                                                | 1937  | Hélène Guertik                         | Lida                                    | |
| 67     | Panorama du fleuve                                                                     | 1937  | Alexandra Exter                        | Marie Colmont                           | |
| 68     | Papillons                                                                              | 1937  | Angèle Malclès                         | Angèle Malclès                          | |
| 69     | La Petite Sirène                                                                       | 1937  | Ivan Bilibine                          | Hans Christian Andersen                 | |
| 70     | Paris illuminé                                                                         | 1937  | Lalouve                                | Lalouve                                 | |
| 71     | Quipic le hérisson                                                                     | 1937  | Feodor Rojankovsky                     | Lida                                    | 21 × 23 1943 21 × 23 7-1956 no 3159                                                                   |
| 72     | Village du nord                                                                        | 1937  | Albert Mentzel                         | Albert Mentzel                          | |
| 73     | Village basque                                                                         | 1937  | Albert Mentzel                         | Guy Deffontaines                        | |
| ?      | Graines d'or                                                                           | 1937  | R.-E. Savitry Bhattacherjee            | R.-E. Savitry Bhattacherjee             | |
| ?      | Je construis paris                                                                     | 1937  | Albert Mentzel                         | Albert Mentzel                          | |
| ?      | Ombres chinoises                                                                       | 1937  | Lalouve                                | Mascarelli                              | |
| 74     | Le Cirque animé                                                                        | 1938  | Albert Mentzel                         | Albert Mentzel                          | |
| 75     | Jeu des cris et des bruits                                                             | 1938  | Nathalie Parain                        | Nathalie Parain                         | |
| 76     | Ma maison                                                                              | 1938  | R. Citroën                             | R. Citroën                              | |
| 77     | Mon école                                                                              | 1938  | R. Citroën                             | R. Citroën                              | |
| 78     | Martin pécheur                                                                         | 1938  | Feodor Rojankovsky                     | Lida                                    | 21 × 23 6-194121 × 23 2-1972 no 8396                                                                  |
| 79     | Modelage                                                                               | 1938  | Charles Bellenfant                     | Charles Bellenfant                      | |
| 80     | Panorama de la cote                                                                    | 1938  | Alexandra Exter                        | Marie Colmont                           | |
| 81     | Panorama de la montagne                                                                | 1938  | Alexandra Exter                        | Marie Colmont                           | |
| 82     | Reptiles                                                                               | 1938  | Hélène Guertik                         | Hélène Guertik                          | |
| 83     | Village d'Alsace                                                                       | 1938  | Albert Mentzel                         | Guy Deffontaines                        | |
| 84     | Quand Cigalou s’en va dans la montagne                                                 | 1939  | Feodor Rojankovsky                     | Marie Colmont                           | 16,5 × 18,5 9-1958 no 3571                                                                            |
| 85     | Ce que fait le vieux                                                                   | 1939  | Feodor Rojankovsky                     | Hans Christian Andersen                 | |
| 86     | Coucou                                                                                 | 1939  | Feodor Rojankovsky                     | Lida                                    | 21 × 23 7-1941 21 × 23 10-1959 no 3952                                                                |
| 87     | Tricoti tricota                                                                        | 1939  | Françoise Themerson                    | May d'Alençon                           | 16,5 × 18,5 7-1950 no 1676                                                                            |
| 88     | T.T.S. cochon aérodynamique                                                            | 1939  | Françoise Themerson                    | May d'Alençon                           | |
| ?      | Les Marionnettes                                                                       | 1939  | Jacques Chesnais                       | Jacques Chesnais                        | |
| 89     | Le Beau Chardon d'Ali Boron                                                            | 1940  | Nathalie Parain                        | May d'Alençon                           | 18 × 21 3-1982 no 11245                                                                               |
| 90     | Noix de coco et son ami                                                                | 1940  | Nathalie Parain                        | Marie Colmont                           | 16,5 × 18,5 1-1952 no 1953 16,5 × 18,5 7-1956 no 3139                                                 |
| 91     | Animaux domestiques articulés                                                          | 1940  | Victorine Leblond                      | Victorine Leblond                       | |
| 92     | La Fête                                                                                | 1940  | Pierre Belvès                          | Pierre Belvès                           | |
| 93     | Le Bouquet du jardinier                                                                | 1941  | Angèle Malclès                         | Lida                                    | EO 21 × 18 1941 ?                                                                                     |
| 94     | Les Fleurs que j'aime                                                                  | 1941  | Angèle Malclès                         | Lida                                    | |
| 95     | Michka                                                                                 | 1941  | Feodor Rojankovsky                     | Marie Colmont                           | 18 × 21 11-1977 no 9773 14 × 16 11-1997 ?                                                             |
| 96     | Pic et pic et colégram                                                                 | 1941  | Feodor Rojankovsky                     | Marie Colmont                           | 16,5 × 18,5 12-1952 no 2272                                                                           |
| 97     | Mes amis                                                                               | 1941  | Feodor Rojankovsky                     | Paul François                           | |
| 98     | Les Animaux du zoo                                                                     | 1941  | Feodor Rojankovsky                     | Lida                                    | |
| 99     | Les Oiseaux du zoo                                                                     | 1941  | Feodor Rojankovsky                     | Mireille Nelly-Roussel                  | |
| 100    | Drôles de bêtes                                                                        | 1941  | Feodor Rojankovsky                     | Paul François                           | |
| 101    | Une histoire de souris                                                                 | 1942  | Feodor Rojankovsky                     | Paul François                           | |
| 102    | La Maison des oiseaux                                                                  | 1942  | Feodor Rojankovsky                     | Paul François                           | |
| 103    | Cendrillon                                                                             | 1942  | Feodor Rojankovsky                     | Charles Perrault                        | |
| 104    | Les Musiciens de la ville de Brême                                                     | 1942  | Feodor Rojankovsky                     | Frères Grimm                            | |
| 105    | Le Joueur de flûte de Hamelin                                                          | 1942  | Samivel                                | Samivel                                 | 18 × 21 3-2002 no 0239                                                                                |
| 106    | Merlin merlot                                                                          | 1942  | Samivel                                | Samivel                                 | 16,5 × 18,5 9-1951 no 1955 18 × 21 12-1984 no 11931                                                   |
| 107    | Histoire du chien de brisquet                                                          | 1943  | Feodor Rojankovsky                     | Charles Nodier                          | |
| 108    | Histoire de zo'hio                                                                     | 1943  | Gaston de Sainte-Croix                 | Marie Colmont                           | |
| 109    | Le Cheval bleu                                                                         | 1943  | Lucile Butel                           | Nathan Hale                             | |
| 110    | La Vache orange                                                                        | 1943  | Lucile Butel                           | Nathan Hale                             | |
| 111    | Conte du petit poisson d'or                                                            | 1943  | Ivan Bilibine                          | Rose Celli                              | |
| 112    | Le Tapis-volant                                                                        | 1943  | Ivan Bilibine                          | Marguerite Reynier                      | |
| 113    | L'Automne                                                                              | 1944  | Pierre Belvès                          | Pierre Belvès                           | |
| 114    | L'Hiver                                                                                | 1944  | Pierre Belvès                          | Pierre Belvès                           | |
| 115    | Saint-Nicolas                                                                          | 1944  | Pierre Belvès                          | Pierre Belvès                           | |
| 116    | Les Rois mages                                                                         | 1944  | Pierre Belvès                          | Pierre Belvès                           | |
| 117    | Un pantalon pour mon ânon                                                              | 1944  | André Pec                              | Marie Colmont                           | |
| 118    | Le Roi-chat                                                                            | 1944  | André Paul                             | Marie Colmont                           | |
| 119    | Trois tours de renard                                                                  | 1944  | André Paul                             | Paul François                           | |
| 120    | La Bonne Vieille                                                                       | 1945  | André Paul                             | Marie Colmont                           | |
| 121    | Animaux sauvages articulés                                                             | 1945  | Victorine Leblond                      | Victorine Leblond                       | |
| 122    | Histoire du tigre en bois                                                              | 1945  | André Paul                             | Marie Colmont                           | |
| 123    | Poulet des bois                                                                        | 1945  | André Paul                             | Marie Colmont                           | EO 16,5 × 18,5 2-1945 no 89                                                                           |
| 124    | Les Belles Poteries                                                                    | 1946  | Pierre Belvès                          | Pierre Belvès                           | |
| 125    | La Chèvre de monsieur Seguin                                                           | 1946  | André Pec                              | Alphonse Daudet                         | 16,5 × 18,5 6-1954 no 2694 18 × 21 4-1977 no 9570                                                     |
| 126    | Le Plâtre                                                                              | 1946  | Pierre Belvès                          | Pierre Belvès                           | |
| 127    | Le Ssecret de maître Cornille                                                          | 1946  | André Pec                              | Alphonse Daudet                         | |
| 128    | Bayard                                                                                 | 1947  | Pierre Belvès                          | Pierre Belvès                           | |
| 129    | L'Eté                                                                                  | 1947  | Pierre Belvès                          | Pierre Belvès                           | |
| 130    | Football                                                                               | 1947  | Pierre Belvès                          | Pierre Belvès                           | |
| 131    | Le Printemps                                                                           | 1947  | Pierre Belvès                          | Pierre Belvès                           | |
| 132    | Le Duc d'Aumale                                                                        | 1947  | Pierre Belvès                          | Pierre Belvès                           | |
| 133    | Jacques Cartier                                                                        | 1947  | Pierre Belvès                          | Pierre Belvès                           | |
| 134    | Jean Bart                                                                              | 1947  | Pierre Belvès                          | Pierre Belvès                           | |
| 135    | Saint-François                                                                         | 1947  | Pierre Belvès                          | Pierre Belvès                           | |
| 136    | Les Campeurs                                                                           | 1947  | Pierre Belvès                          | Pierre Belvès                           | |
| 137    | Le Carrousel du roy                                                                    | 1947  | Pierre Belvès                          | Pierre Belvès                           | |
| 138    | Cendrillon                                                                             | 1947  | Pierre Belvès                          | Charles Perrault                        | |
| 139    | Robinson Crusoé                                                                        | 1947  | Pierre Belvès                          | Pierre Belvès                           | |
| 140    | Art paysan                                                                             | 1947  | Pierre Belvès                          | Pierre Belvès                           | |
| 141    | Céramiques populaires                                                                  | 1947  | Pierre Belvès                          | Pierre Belvès                           | |
| 142    | Faïences de France                                                                     | 1947  | Pierre Belvès                          | Pierre Belvès                           | |
| 143    | Saints de bois                                                                         | 1947  | Pierre Belvès                          | Pierre Belvès                           | |
| 144    | Statuettes de porcelaine                                                               | 1947  | Pierre Belvès                          | Pierre Belvès                           | |
| 145    | Coiffes de France                                                                      | 1947  | Pierre Belvès                          | Pierre Belvès                           | |
| 146    | Linogravure                                                                            | 1947  | Pierre Belvès                          | Pierre Belvès                           | |
| 147    | Tissage                                                                                | 1947  | ?                                      | ?                                       | |
| 148    | Découvertes                                                                            | 1947  | Robert-Henri Noailles                  | Jean-Michel Guilcher                    | |
| 149    | Dix danses                                                                             | 1948  | André Pec                              | Jean-Michel Guilcher                    | |
| 150    | Bernique                                                                               | 1948  | André Pec                              | Jean-Michel Guilcher                    | EO 16,5 × 18,5 3-1948 no 983                                                                          |
| 151    | Le Violon enchanté                                                                     | 1948  | André Pec                              | Jean-Michel Guilcher                    | 18 × 21 7-1969 no 6677                                                                                |
| 152    | Pip et sa maison                                                                       | 1948  | André Paul                             | Marie Colmont                           | |
| 153    | Le Calife cigogne                                                                      | 1948  | André Pec                              | Hauff                                   | |
| 154    | La laide qui devint jolie                                                              | 1948  | André Pec                              | Marie Colmont                           | |
| 155    | Pauv'coco                                                                              | 1948  | André Pec                              | Marie Colmont                           | 15 × 12,5 11-1951 no 1991                                                                             |
| 156    | Les Deux Bossus                                                                        | 1948  | André Pec                              | Jean-Michel Guilcher                    | |
| 157    | Le Vilain Mire                                                                         | 1948  | André Pec                              | André Pec                               | |
| 158    | Le Petit Chacal                                                                        | 1948  | André Pec                              | André Pec                               | |
| 159    | Le Royaume de la mer                                                                   | 1948  | Feodor Rojankovsky                     | Feodor Rojankovsky                      | |
| 160    | Découpages n° 1                                                                        | 1948  | Pierre Belvès                          | Pierre Belvès                           | |
| 161    | Découpages n° 2                                                                        | 1948  | Pierre Belvès                          | Pierre Belvès                           | |
| 162    | Découpages n° 3                                                                        | 1948  | Pierre Belvès                          | Pierre Belvès                           | |
| 163    | Découpages n° 4                                                                        | 1948  | Pierre Belvès                          | Pierre Belvès                           | |
| 164    | Les Emotions d'un perdreau rouge                                                       | 1948  | André Pec                              | Alphonse Daudet                         | |
| 165    | Les Trois Cheveux d'or                                                                 | 1948  | André Pec                              | K-J. Erben, M-L. Hirsch                 | 18,5 × 16,5 10-1951 no 1958                                                                           |
| 166    | Apoutsiak                                                                              | 1948  | Paul-Émile Victor                      | Paul-Émile Victor                       | 21 × 27 1-1955 no 2816 21 × 27 4-1966 no 5499                                                         |
| 167    | Le Pèlerinage de fourmiguette                                                          | 1949  | Romain Simon                           | Jean-Michel Guilcher                    | |
| 168    | Demoiselle libellule                                                                   | 1949  | Michel Deleau, André Pec               | André Telier                            | 18,5 × 16,5 12-1951 no 2100 18,5 × 16,5 4-1961 no 4262 18 × 21 4-1970 no 8079                         |
| 169    | Images de Bêtes                                                                        | 1949  | André Pec                              | André Pec                               | |
| 170    | Boucle d'or                                                                            | 1949  | Romain Simon                           | André Telier                            | |
| 171    | La Chèvre et les Biquets                                                               | 1949  | Romain Simon                           | André Telier                            | |
| 172    | Poule Rousse                                                                           | 1949  | Romain Simon                           | Lida                                    | |
| 173    | Rataton                                                                                | 1949  | Romain Simon                           | Romain Simon                            | |
| 174    | Le Singe et l'Hirondelle                                                               | 1949  | Romain Simon                           | Jean-Michel Guilcher                    | EO 21 × 15 1954 no 2002                                                                               |
| 175    | Les Trois Petits Cochons                                                               | 1949  | Romain Simon                           | André Telier                            | |
| 176    | Le Petit Ane                                                                           | 1949  | Romain Simon                           | Romain Simon                            | |
| 177    | Le Cheval à bascule                                                                    | 1949  | Romain Simon                           | Romain Simon                            | |
| 178    | Le Chien de cirque                                                                     | 1949  | Romain Simon                           | Romain Simon                            | |
| ?      | Papier à découper pour les vitraux                                                     | 1949  | ?                                      | ?                                       | |
| 179    | Châteaux-forts                                                                         | 1950  | Pierre Belvès                          | Pierre Belvès                           | |
| 180    | Oiseaux                                                                                | 1950  | Pierre Belvès                          | Pierre Belvès                           | |
| 181    | Fables de la fontaine                                                                  | 1950  | Pierre Belvès                          | Pierre Belvès                           | |
| 182    | Tour du monde                                                                          | 1950  | Pierre Belvès                          | Pierre Belvès                           | |
| 183    | Cartogravure                                                                           | 1950  | Pierre Belvès                          | Pierre Belvès                           | |
| 184    | Roule galette                                                                          | 1950  | Pierre Belvès                          | Natha Caputo                            | 18 × 21 6-2004 no 18143                                                                               |
| 185    | Bravo tortue                                                                           | 1950  | Romain Simon                           | Paul François                           | |
| 186    | Chante pinson                                                                          | 1950  | Romain Simon                           | Paul François                           | 18 × 21 4-1952 no 22051 14 × 16 12-1996 no 6037                                                       |
| 187    | La Vie cachée des fleurs                                                               | 1950  | Robert-Henri Noailles                  | Jean-Michel Guilcher                    | |
| ?      | Appui-livre cal                                                                        | 1950  | ?                                      | ?                                       | |
| 188    | La Belle et la Bête                                                                    | 1951  | André Pec                              | Leprince de Beaumont                    | EO 28 × 23,5 6-1951 no 1964                                                                           |
| 189    | Amo le peau-rouge                                                                      | 1951  | André Pec                              | Jean-Michel Guilcher                    | |
| 190    | De la fleur a la graine                                                                | 1951  | Robert-Henri Noailles                  | Jean-Michel Guilcher                    | |
| 191    | La Bonne Journée                                                                       | 1951  | Pierre Belvès, André Pec, Gerda Muller | Pierre Belvès                           | |
| 192    | A la ronde                                                                             | 1951  | André Pec                              | Jean-Michel Guilcher                    | |
| 193    | Jeux dansés                                                                            | 1951  | André Pec                              | Jean-Michel Guilcher                    | |
| 194    | Marlaguette                                                                            | 1952  | Gerda Muller                           | Marie Colmont                           | EO 18 × 21 6-1952 no 3173 18 × 21 5-1966 no 5486 18 × 21 12-1996 no 0108                              |
| 195    | L'imagier n° 1 : chez les tout-petits                                                  | 1952  | Cana                                   | Cana                                    | |
| 196    | L'imagier n° 2 : pour les petits                                                       | 1952  | André Pec                              | André Pec                               | |
| 197    | L'imagier n° 3 : chez nous                                                             | 1952  | Pierre Belvès                          | Pierre Belvès                           | |
| 198    | L'imagier n° 4 : bonnes choses                                                         | 1952  | Cana                                   | Cana                                    | |
| 199    | L'imagier n° 5 : au jardin                                                             | 1952  | Pierre Belvès, Cana                    | Pierre Belvès, Cana                     | EO 18 × 9 6-1952 no 2264                                                                              |
| 200    | L'imagier n° 6 : à la campagne                                                         | 1952  | Pierre Belvès, André Pec               | Pierre Belvès, André Pec                | |
| 201    | L'imagier n° 7 : bêtes sauvages                                                        | 1952  | André Pec                              | André Pec                               | EO 18 × 9 6-1952 no 2266                                                                              |
| 202    | L'imagier n° 8 : jeux et plaisirs                                                      | 1952  | Pierre Belvès                          | Pierre Belvès                           | |
| 203    | Mangazou le pygmée                                                                     | 1952  | Cana                                   | Jean-Michel Guilcher                    | 21 × 27 7-1964 no 4980                                                                                |
| 204    | Le Jardin des jeux                                                                     | 1952  | Gerda Muller                           | Gerda Muller                            | |
| 205    | Tournebille                                                                            | 1952  | Roger Grolleron                        | Bernard Chaveron                        | |
| 206    | Autobille                                                                              | 1952  | Roger Grolleron                        | Bernard Chaveron                        | |
| 207    | Premiers coloriages                                                                    | 1952  | Pierre Belvès                          | Pierre Belvès                           | |
| 208    | Les Bourgeons s'ouvrent                                                                | 1952  | Robert-Henri Noailles                  | Jean-Michel Guilcher                    | |
| ?      | 8 encastrements en bois                                                                | 1952  | André Telier                           | André Telier                            | |
| 209    | La Plus Mignonne des petites souris                                                    | 1953  | Étienne Morel                          | Étienne Morel                           | EO 21 × 18 4-1952 no 2403 14 × 16 11-2004 ?                                                           |
| 210    | Jeux de nourrices                                                                      | 1953  | Gerda Muller                           | Gerda Muller                            | |
| 211    | Premiers jeux                                                                          | 1953  | Gerda Muller                           | Gerda Muller                            | |
| 212    | Le Cirque                                                                              | 1953  | Pierre Belvès                          | Pierre Belvès                           | |
| 213    | Les Métiers                                                                            | 1953  | Pierre Belvès                          | Pierre Belvès                           | |
| 214    | La Moitié de poulet                                                                    | 1953  | J. Macé                                | Pierre Belvès                           | 16,5 × 18,5 6-1058 no 3348                                                                            |
| 215    | Le Roi qui ne pouvait pas éternuer                                                     | 1953  | Pierre Belvès                          | Marguerite Dorian                       | 16,5 × 18,5 11-1959 no 3988                                                                           |
| 216    | Dialo                                                                                  | 1953  | Cana                                   | Cana                                    | 18 × 21 8-2008 no 0384                                                                                |
| 217    | Les Nains et le Géant                                                                  | 1953  | Gerda Muller                           | Dahlstrüm                               | EO 16,5 × 18,5 10-1053 no 2526                                                                        |
| 218    | Petits panoramas                                                                       | 1953  | Alexandra Exter                        | Marie Bass                              | |
| 219    | Les Cinq doigts de la main                                                             | 1953  | Ladislav Havránek                      | Ladislav Havránek                       | |
| 220    | Ramures                                                                                | 1953  | Robert-Henri Noailles                  | Jean-Michel Guilcher                    | |
| ?      | Boite à compter                                                                        | 1953  | Havranek                               | Havranek                                | |
| 221    | Planches de jeux pour apprendre à compter                                              | 1954  | Gerda Muller                           | Ladislav Havránek                       | |
| 222    | Grandes images pour l'enseignement collectif                                           | 1954  | Gerda Muller                           | Ladislav Havránek                       | |
| 223    | Jeux éducatifs de l'imagier                                                            | 1954  | ?                                      | Mireille Nelly-Roussel                  | |
| 224    | La Clé de l'écriture et du dessin I                                                    | 1954  | Havranek                               | Ladislav Havránek                       | |
| 225    | La Clé de l'écriture et du dessin II                                                   | 1954  | Havranek                               | Ladislav Havránek                       | |
| 226    | La Boite a soleil                                                                      | 1954  | Albertine Deletaille                   | Albertine Deletaille                    | EO 21 × 18 10-1954 no 2765                                                                            |
| 227    | Chat lune                                                                              | 1954  | Albertine Deletaille                   | Albertine Deletaille                    | |
| 228    | La Maison qui chante                                                                   | 1954  | Albertine Deletaille                   | Albertine Deletaille                    | EO 21 × 18 10-1954 no 2766 21 × 18 12-1973 no 8867                                                    |
| 229    | Rencontres                                                                             | 1954  | Jean-Pierre Vanden Eeckhoudt           | Jean-Pierre Vanden Eeckhoudt            | |
| 230    | Les Enfants musiciens                                                                  | 1954  | Gerda Muller                           | Gerda Muller                            | |
| 231    | Les Petits Apprentis                                                                   | 1954  | Gerda Muller                           | Gerda Muller                            | |
| 232    | Jan de Hollande                                                                        | 1954  | Gerda Muller                           | Paul François, Jean-Michel Guilcher     | 21 × 27 11-1954 no 2806 21 × 27 4-1957 no 3334                                                        |
| 233    | Le Golf sur table                                                                      | 1954  | Pierre Belvès                          | P. Dufresne                             | |
| 234    | Belles vacances                                                                        | 1955  | Gerda Muller                           | Gerda Muller                            | |
| 235    | La Vie heureuse                                                                        | 1955  | Gerda Muller                           | Gerda Muller                            | |
| 236    | La Maison de mes chatons                                                               | 1955  | Albertine Deletaille                   | Albertine Deletaille                    | |
| 237    | Le Chat botté                                                                          | 1955  | Pierre Belvès                          | Charles Perrault                        | |
| 238    | La Clé d'or du calcul (éducateur)                                                      | 1955  | Havranek                               | Havranek                                | |
| 239    | La Clé d'or du calcul (jeux)                                                           | 1955  | Havranek                               | Havranek                                | |
| 240    | La Clé d'or du calcul (exercices)                                                      | 1955  | Havranek                               | Havranek                                | |
| 241    | De la chenille au papillon                                                             | 1955  | Jean-Pierre Vanden Eeckhoudt           | Jean-Pierre Vanden Eeckhoudt            | |
| 242    | Un oiseau est né                                                                       | 1955  | Robert-Henri Noailles                  | Jean-Michel Guilcher                    | |
| 243    | Les Petits Apprentis (cartes postales)                                                 | 1955  | Gerda Muller                           | Gerda Muller                            | |
| ?      | Où les mettre ?                                                                        | 1955  | Albertine Deletaille                   | Albertine Deletaille                    | EO 18 × 21 11-1955 no 3047                                                                            |
| 244    | Boucles d'or et les Trois Ours                                                         | 1956  | Gerda Muller                           | Rose Celli                              | EO 18 × 21 7-1956 no 3168 18 × 21 6-1970 no 8112 14 × 16 11-2004 ?                                    |
| 245    | Poulerousse                                                                            | 1956  | Étienne Morel                          | Lida                                    | 18 × 21 12-1971 no 8371 14 × 16 11-2005 ?                                                             |
| 246    | Histoire du balai fleuri                                                               | 1956  | Pierre Belvès                          | Marie Colmont                           | 18 × 21 7-1956 no 3172                                                                                |
| 247    | Le Petit Poisson d'or                                                                  | 1956  | Pierre Belvès                          | Rose Celli                              | EO 18 × 21 7-1956 no 3171 18 × 21 10-1996 no 0206                                                     |
| 248    | Panorama de la plaine                                                                  | 1956  | Alexandra Exter                        | Alexandra Exter                         | |
| 249    | Panorama de la foire                                                                   | 1956  | Marie Bass                             | Marie Bass                              | |
| 250    | Les Enfants de paris                                                                   | 1956  | Gerda Muller                           | Gerda Muller                            | |
| 251    | Cachés dans la forêt…                                                                  | 1957  | Albertine Deletaille                   | Albertine Deletaille                    | EO 18 × 21 4-1957 no 3324 18 × 21 3-1972 no 8406                                                      |
| 252    | La Grande Nuit d'été                                                                   | 1957  | Romain Simon                           | Lida                                    | EO 18 × 21 8-1957 no 3386                                                                             |
| 253    | Le Pèlerinage de la fourmiguette                                                       | 1957  | Étienne Morel                          | Jean-Michel Guilcher                    | |
| 254    | Poulet des bois                                                                        | 1957  | Gerda Muller                           | Marie Colmont                           | EO 18 × 21 6-1957 no 3347 18 × 21 10-1966 no 5654                                                     |
| 255    | Tricoti tricota                                                                        | 1957  | Gerda Muller                           | May d'Alençon                           | EO 18 × 21 6-1957 no 3348 18 × 21 6-1972 no 8452                                                      |
| 256    | Les Enfants jouent                                                                     | 1957  | Gerda Muller                           | Gerda Muller                            | |
| 257    | Panorama de la forêt                                                                   | 1957  | Marie Bass                             | Marie Bass                              | |
| 258    | Panorama de la gare                                                                    | 1957  | Marie Bass                             | Marie Bass                              | |
| 259    | L'Imagier                                                                              | 1957  | ?                                      | ?                                       | |
| 260    | Fougères                                                                               | 1957  | Robert-Henri Noailles                  | Jean-Michel Guilcher                    | |
| 261    | La Chèvre et les Biquets                                                               | 1958  | Gerda Muller                           | André Telier                            | EO 21 × 18 10-1958 no 3623 21 × 18 12-1998 no 0009                                                    |
| 262    | Trois petits cochons                                                                   | 1958  | Gerda Muller                           | Paul François                           | 21 × 18 5-1996 no 0022                                                                                |
| 263    | Moi et mon petit                                                                       | 1958  | Albertine Deletaille                   | Albertine Deletaille                    | 21 × 18 4-1960 no 4036                                                                                |
| 264    | La Bonne Vieille                                                                       | 1958  | Gaston de Sainte-Croix                 | Marie Colmont                           | EO 18 × 21 10-1958 no 3621 14 × 16 12-1996 no 6034                                                    |
| 265    | Les Musiciens de Brême                                                                 | 1958  | Gerda Muller                           | Frères Grimm                            | EO 18 × 21 10-1958 no 3620                                                                            |
| 266    | Les Oiseaux de la nuit                                                                 | 1958  | Eric J. Hosking (Photo)                | E. Bösiger, Paul Faucher                | |
| 267    | Un pantalon pour mon anon                                                              | 1959  | Gerda Muller                           | Marie Colmont                           | EO 18 × 21 2-1959 no 3704                                                                             |
| 268    | Le Vilain Petit Canard                                                                 | 1959  | Pierre Belvès                          | Hans Christian Andersen, (T) La Chenais | EO 18 × 21 2-1959 no 3703 18 × 21 8-1994 no 17833                                                     |
| 269    | Histoire de zo'hio                                                                     | 1959  | Gaston de Sainte-Croix                 | Marie Colmont                           | |
| 270    | Le Tapis volant                                                                        | 1959  | Étienne Morel                          | Marguerite Reynier                      | 18 × 21 4-1995 no 18082                                                                               |
| 271    | Les Bons Amis                                                                          | 1959  | Gerda Muller                           | Paul François                           | 21 × 18 3-1997 no 18221 21 × 18 10-2000                                                               |
| 272    | C'est moi le chien                                                                     | 1959  | Albertine Deletaille                   | Albertine Deletaille                    | EO 21 × 18 6-1959 no 3715                                                                             |
| 273    | Une histoire de souris                                                                 | 1959  | Gerda Muller                           | Paul François                           | 21 × 18 11-1964 no 5083 21 × 18 7-1969 no 6642                                                        |
| 274    | Grégoire, petit paysan du Moyen Âge                                                    | 1959  | Bénédicte de la Roncière               | Charles de la Roncière, Paul François   | EO 21 × 27 10-1959 no 3960                                                                            |
| 275    | Pauv' coco                                                                             | 1960  | Pierre Belvès                          | Marie Colmont                           | |
| 276    | Wong                                                                                   | 1960  | Étienne Morel                          | Maurice Vauthier                        | EO 18 × 21 3-1960 no 4037                                                                             |
| 277    | Pic et pic et colegram                                                                 | 1960  | Gerda Muller                           | Marie Colmont                           | EO 18 × 21 4-1960 no 4056                                                                             |
| 278    | Trois tours de renard                                                                  | 1960  | Beuville                               | Paul François                           | |
| 279    | La Plume mordorée                                                                      | 1960  | Albertine Deletaille                   | Albertine Deletaille                    | EO 18 × 21 9-1960 no 4125                                                                             |
| 280    | Perlette goutte d'eau                                                                  | 1960  | Gerda Muller                           | Marie Colmont                           | EO 21 × 18 9-1960 no 4126 21 × 18 6-1993 no 17464                                                     |
| 281    | Les Animaux qui cherchaient l'été                                                      | 1960  | Gerda Muller                           | Natha Caputo                            | EO 21 × 18 10-1960 no 4140                                                                            |
| 282    | Drôles de bêtes                                                                        | 1960  | Gerda Muller                           | Paul François                           | |
| 283    | Une vie de chien                                                                       | 1960  | Gerda Muller                           | Mido                                    | |
| ?      | Fleur des aurores                                                                      | 1960  | Étienne Morel                          | Maurice Vauthier                        | 18 × 21 7-1968 no 6204                                                                                |
| 284    | Pip et sa maison                                                                       | 1961  | Gerda Muller                           | Marie Colmont                           | |
| 285    | Le Tigre en bois                                                                       | 1961  | Pierre Belvès                          | Marie Colmont                           | 18 × 21 6-1972 no 8454                                                                                |
| 286    | Bernique                                                                               | 1961  | Beuville                               | Jean-Michel Guilcher                    | |
| 287    | Toutes petites histoires                                                               | 1961  | Albertine Deletaille                   | Albertine Deletaille                    | EO 21 × 18 4-1961 no 4230                                                                             |
| 288    | La Vache orange                                                                        | 1961  | Lucile Butel                           | Nathan Hale                             | 18 × 21 4-1967 no 16427                                                                               |
| 289    | Tout en soie                                                                           | 1961  | Pierre Belvès                          | May d'Alençon                           | |
| 290    | Une histoire de lapin                                                                  | 1961  | Gerda Muller                           | Paul François                           | EO 18 × 21 3-1983 no 11586                                                                            |
| 291    | Marianne fait les commissions                                                          | 1961  | Gerda Muller                           | Paul François                           | EO 21 × 18 11-1961 no 4394                                                                            |
| 292    | La Laide qui devint jolie                                                              | 1961  | Bénédicte de la Roncière               | Marie Colmont                           | |
| 293    | Antonio un petit italien                                                               | 1961  | Bénédicte de la Roncière               | Paul François                           | |
| 294    | Images lumineuses                                                                      | 1961  | Lucile Butel                           | Lucile Butel                            | |
| 295    | Si si si c'était un ami ?                                                              | 1962  | Albertine Deletaille                   | Albertine Deletaille                    | EO 21 × 18 4-1962 no 4498                                                                             |
| 296    | Le Calife cigogne                                                                      | 1962  | Étienne Morel                          | Hauff                                   | |
| 297    | Un petit chacal très malin                                                             | 1962  | Étienne Morel                          | Conte hindou                            | |
| 298    | Le Singe et l'Hirondelle                                                               | 1962  | Gerda Muller                           | Jean-Michel Guilcher                    | 14 × 16 12-1996 no 6038                                                                               |
| 299    | Féfé des Antilles                                                                      | 1962  | Lucile Butel                           | Annie Butel, Paul François              | EO 21 × 27 10-1962 no 4599 21 × 27 10-1985 no 15047                                                   |
| 300    | Le Panier qui venait de la mer                                                         | 1962  | Gerda Muller                           | Paul François                           | |
| 301    | Les Enfants chats                                                                      | 1962  | Lucile Butel                           | Annie Butel                             | EO 21 × 18 10-1962 no 4616                                                                            |
| 302    | Bicotin va au marche                                                                   | 1962  | Lucile Butel                           | Annie Butel                             | EO 21 × 18 10-1962 no 4618                                                                            |
| 303    | Les Miettes de mon pain                                                                | 1962  | Albertine Deletaille                   | Albertine Deletaille                    | EO 21 × 18 10-1962 no 4617                                                                            |
| 304    | Le Cheval bleu                                                                         | 1963  | Lucile Butel                           | Nathan Hale                             | EO 21 × 18 7-1963 no 4753                                                                             |
| 305    | La Montagne du souriceau                                                               | 1963  | René Moreu                             | Luda                                    | |
| 306    | Vent fou                                                                               | 1963  | Gerda Muller                           | Véronique                               | |
| 307    | Histoire du bébé lion qui n’avait plus faim…                                           | 1963  | Gerda Muller                           | Amélie Dubouquet                        | EO 21 × 18 10-1963 no 4799                                                                            |
| 308    | Histoire du petit chien qui sautait toujours dans les flaques…                         | 1963  | Gerda Muller                           | Amélie Dubouquet                        | EO 21 × 18 10-1963 no 4800                                                                            |
| 309    | La Belle au bois dormant                                                               | 1964  | Bénédicte de la Roncière               | de Beaumont                             | |
| 310    | La Fête d'aujourd'hui                                                                  | 1964  | Albertine Deletaille                   | Albertine Deletaille                    | |
| 311    | Oui maman                                                                              | 1964  | Lucile Butel                           | Luda                                    | |
| 312    | La Grise et la Poulette                                                                | 1964  | Lucile Butel                           | Berty Bréal, Paul François              | |
| 313    | Quand Coulicoco dort                                                                   | 1964  | Kersti Chaplet                         | Paul François, Pierre Chaplet           | 21 × 18 07-1969 no 6639                                                                               |
| 314    | Debout ! mon brave hippo                                                               | 1965  | Sélection                              | Sélection                               | |
| 315    | L'Apprenti sorcier                                                                     | 1965  | Étienne Morel                          | Goethe                                  | |
| 316    | Les Pokkoulis                                                                          | 1965  | Étienne Morel                          | I. Jan                                  | |
| 317    | La Robe neuve d'Anne-Catherine                                                         | 1965  | Lucile Butel                           | René Bourgoin                           | |
| 318    | Histoires en 4 images                                                                  | 1965  | Gerda Muller                           | Paul François                           | EO 21 × 18 10-1965 no 5318                                                                            |
| 319    | Les Deux Bossus                                                                        | 1966  | Gerda Muller                           | Jean-Michel Guilcher                    | |
| 320    | Trésors d'olivier                                                                      | 1966  | Albertine Deletaille                   | Albertine Deletaille                    | |
| ?      | La Famille Rataton                                                                     | 1967  | Romain Simon                           | Romain Simon                            | 21 × 18 10-1967 no 6020 18 × 21 11-1996 no 0118                                                       |
| ?      | Allons grison !                                                                        | 1968  | Lucile Butel                           | Lucile Butel                            | 21 × 18 4-1968 no 6016                                                                                |
| ?      | Blancheline                                                                            | 1968  | Albertine Deletaille                   | Albertine Deletaille                    | 21 × 18 7-1994 no 17817                                                                               |
| ?      | La Grande Panthère noire                                                               | 1968  | Lucile Butel                           | Paul François                           | 18 × 21 9-1983 no 11690                                                                               |
| ?      | Bonne fête, Michel !                                                                   | 1968  | Étienne Morel                          | Étienne Morel                           | EO 18 × 21 10-1968 no 6352                                                                            |
| ?      | Chats perchés                                                                          | 1969  | Romain Simon                           | Colette Burgé                           | EO 21 × 18 7-1969 no 6619                                                                             |
| ?      | Derrière la montagne                                                                   | 1969  | May Angeli                             | Colette Burgé                           | EO 21 × 18 7-1969 no 6621                                                                             |
| ?      | La Maison des oiseaux                                                                  | 1969  | May Angeli                             | Paul François                           | EO 21 × 18 2-1969 no 6672                                                                             |
| ?      | Les Lions blancs                                                                       | 1969  | Albertine Deletaille                   | Albertine Deletaille                    | EO 21 × 18 2-1969 no 6672                                                                             |
| ?      | Nuit de mai                                                                            | 1969  | Albertine Deletaille                   | Albertine Deletaille                    | 21 × 18 9-1975 no 9202                                                                                |
| ?      | Vigie la marmotte                                                                      | 1969  | May Angeli                             | J. Guyot                                | EO 21 × 23 10-1969 no 8017                                                                            |
| ?      | Demoiselle libellule                                                                   | 1949  | Michel Deleau, Gilbert Jacquemot       | André Telier                            | 21 × 23 10-1972 no 8491                                                                               |
| ?      | Histoire de la lettre que le chat et le chien écrivent à leurs amis les petites filles | 1970  | M. Chevallier                          | J. Capek, L. Hirsch                     | EO 18 × 21 4-1970 no 8078                                                                             |
| ?      | La Ronde des foulards                                                                  | 1970  | Lucile Butel                           | Lucile Butel                            | EO 21 × 18 7-1970 no 8083                                                                             |
| ?      | Habib petit Arabe de Tunisie                                                           | 1971  | Roger Turc                             | Miriam Houri-Passoti                    | 21 × 18 11-1972 no 86351 21 × 27 12-1978 no 10109                                                     |
| ?      | L’Oiseau de pluie                                                                      | 1971  | Kersti Chaplet                         | Monique Bermont                         | 14 × 16 1-1997 ?                                                                                      |
| ?      | '’Petit chat perdu                                                                     | 1971  | Albertine Deletaille                   | Natacha                                 | EO 21 × 18 9-1971 no 8315                                                                             |
| ?      | Le Pantalon déchiré                                                                    | 1972  | M. Chevallier                          | J. Capek, L. Hirsch                     | EO 18 × 21 10-1972 no 8499                                                                            |
| ?      | Sarah la petite Tzigane                                                                | 1972  | May Angeli                             | Gaby Cozian                             | EO 21 × 27 8-1972 no 8485                                                                             |
| ?      | Le Petit Cheval                                                                        | 1973  | K. Chaplet                             | A-P. Fournier                           | EO 18 × 21 10-1973 no 8845                                                                            |
| ?      | Petit zèbre                                                                            | 1974  | Gérard Franquin                        | Anne Fronsacq                           | EO 21 × 18 5-1974 no 8948                                                                             |
| ?      | Où est donc Éric ?                                                                     | 1974  | May Angeli                             | Anne Fronsacq                           | 18 × 21 5-1974 no 8947                                                                                |
| ?      | Makoto le japonais                                                                     | 1975  | Christian Broutin                      | Colette Burgé                           | EO 21 × 27 09-1975 no 9200                                                                            |
| ?      | Sinika de Finlande                                                                     | 1975  | Gerda Muller                           | Annikki Willig                          | EO 21 × 27 10-1971 no 8344                                                                            |
| ?      | Pouske Minouske Patapouske                                                             | 1975  | Albertine Deletaille                   | Albertine Deletaille                    | EO 18 × 21 12-1974 no 9046 21 × 21 5-1985 no 11997                                                    |
| ?      | Trotte souris                                                                          | 1975  | Gérard Franquin                        | Anne Fronsacq                           | EO 18 × 21 12-1974 no 9045                                                                            |
| ?      | Santu le Corse                                                                         | 1976  | May d'Alençon                          | Pascal Marchetti                        | EO 21 × 27 6-1976 no 9299                                                                             |
| ?      | Skir le renard                                                                         | 1976  | Romain Simon                           | Andrée-Paule Fournier                   | EO 21 × 23 9-1976 no 9352                                                                             |
| ?      | Drôle de journée                                                                       | 1977  | Noëlle Herrenschmidt                   | Noëlle Herrenschmidt                    | EO 25 × 21 5-1977 no 9564                                                                             |
| ?      | Cig la cigogne                                                                         | 1978  | Roger Turc                             | A. Telier                               | EO 21 × 23 4-1978 no 9880                                                                             |
| ?      | Les vacances de Mariette                                                               | 1980  | Pascale Claude-Fontaine                | Laurence Delaby                         | EO 18 × 21 1-1980 no 7667                                                                             |
| ?      | À la piscine                                                                           | 1981  | Marie-Claude Colas                     | Anne Fronsacq                           | EO 25 × 21 11-1983 no 16167                                                                           |
| ?      | Le Nom des copains                                                                     | 1982  | Lucile Butel                           | Jeanne Malefant                         | EO 15 × 14 12-1981 no 11153                                                                           |
| ?      | Toum toum le manchot empereur                                                          | 1983  | Romain Simon                           | Laurece Delaby                          | EO 21 × 23 9-1983 no 11682                                                                            |
| ?      | Agnès a disparu                                                                        | 1985  | Lucile Butel                           | Jacqueline Girardon                     | 21 × 21 3-1988 no 15689 Farfadet 8                                                                    |
| ?      | Les Lettres de Biscotte Mulotte                                                        | 1985  | Martine Bourre                         | Anne-Marie Chapouton                    | 14 × 16 11-2009 ?                                                                                     |
| ?      | Vacances dans le jardin                                                                | 1985  | Kersti Chaplet                         | Kersti Chaplet                          | EO 21 × 21 Farfadet 16                                                                                |
| ?      | La Plume du caneton                                                                    | 1986  | Romain Simon                           | Colette Sébille                         | 21 × 21 4-1993 no 17342 Farfadet 24                                                                   |
| ?      | Benjamin a une petite sœur                                                             | 1988  | Catherine Girardon                     | Jacqueline Girardon                     | 18 × 21 8-2008 ?                                                                                      |
| ?      | Dragon bleu dragon jaune                                                               | 1995  | Ré et Philippe Soupault                | Li Zhong Yao                            | 21 × 17 4-2006 no 3384                                                                                |
| ?      | Qu’est-ce que j’ai dans la tête ?                                                      | 1997  | Zaü                                    | François David                          | 21 × 18 2002 no 198886                                                                                |
| ?      | Feu Follet est très pressé                                                             | 1999  | Gérard Franquin                        | Sylvie Fournout                         | 21 × 17 3-2007 no 142726                                                                              |
| ?      | La Petite Fille du port de Chine                                                       | 1999  | Anne Buget                             | Agnès Bertron-Martin                    | 21 × 17 4-2006 no 3293                                                                                |
| ?      | Le Petit Bonhomme de pain d’épice                                                      | 1999  | Gérard Franquin                        | Anne Fronsacq                           | 14 × 16 11-2004 ?                                                                                     |
| ?      | La Moufle                                                                              | 2000  | Gérard Franquin                        | Robert Giraud                           | 14 × 16 1-2003 ?                                                                                      |
| ?      | Le Gros Navet                                                                          | 2000  | Gérard Franquin                        | Robert Giraud                           | 14 × 16 5-2005 ?                                                                                      |
| ?      | Poucette                                                                               | 2000  | Marie-José Banroques                   | Hans Christian Andersen                 | 14 × 16 5-2005 ?                                                                                      |
| ?      | Victor Tropetit                                                                        | 2000  | Pierre Bailly                          | Odile Hellman-Hurpoil                   | EO 18 × 21 4-2007 ?                                                                                   |
| ?      | Eustache et Raoul                                                                      | 2001  | Gérard Franquin                        | Anne-Marie Chapouton                    | 21 × 18 12-2005 no 198886                                                                             |
| ?      | La Légende de Saint Nicolas                                                            | 2002  | Freddy Dermidjian                      | Robert Giraud                           | 14 × 16 6-2008 ?                                                                                      |
| ?      | La Soupe aux cailloux                                                                  | 2002  | Pascale Wirth                          | Robert Giraud                           | 14 × 16 12-2002 no 1661                                                                               |
| ?      | Le Chaton désobéissant                                                                 | 2003  | Vanessa Gautier                        | Robert Giraud                           | 14 × 16 1-2007 ?                                                                                      |
| ?      | Le Coq glouton                                                                         | 2003  | Gérard Franquin                        | Robert Giraud                           | 14 × 16 8-2007 ?                                                                                      |
| ?      | Le Pinceau magique                                                                     | 2004  | Stéphnae Girel                         | Didier Dufresne                         | 14 × 16 1-2005 ?                                                                                      |
| ?      | Le Plus Beau des Trésors                                                               | 2004  | Charlotte Gastaut                      | Robert Giraud, Albena Ivanovitch-Lair   | 14 × 16 1-2008 ?                                                                                      |
| ?      | Le Souriceau le plus courageux du monde                                                | 2004  | Pierre Bailly                          | Robert Giraud, Albena Ivanovitch-Lair   | 14 × 16 12-2005 ?                                                                                     |
| ?      | Un si gros mensonge                                                                    | 2005  | Roman Badel                            | Conte Tibétain                          | 14 × 16 5-2008 ?                                                                                      |
| ?      | Quel filou ce renard !                                                                 | 2006  | Nicole Debon                           | Jean-Luc Moreau                         | EO 18 × 21 4-2006 no 3272                                                                             |
| ?      | Le Petit Eléphant têtu                                                                 | 2007  | Vanessa Gautier                        | Albena Ivanovitch-Lair                  | 14 × 16 12-2009 ?                                                                                     |
| ?      | Le Sultan au tapis d’or, d’argent et de soie                                           | 2007  | Régis Lejonc                           | Agnès Martin                            | EO 18 × 21 4-2007 ?                                                                                   |
| ?      | Pourquoi les singes vivent-ils dans les arbres ?                                       | 2007  | Natacha Sicaud                         | Albena Ivanovitch-Lair, Mario Urbanet   | 18 × 21 4-2009 ?                                                                                      |
| ?      | Dans le ventre du moustique                                                            | 2008  | Maud Legrand                           | Zemanel                                 | 14 × 16 11-2010 ?                                                                                     |
| ?      | Le Roi des oiseaux                                                                     | 2008  | Christian Aubrun                       | Geneviève Lecouturier                   | EO 18 × 21 2-2008 ?                                                                                   |
| ?      | Le Petit Sapin                                                                         | 2014  | Charlotte Gastaut                      | Hans Christian Andersen                 | EO 18 × 21 11-2014 ?                                                                                  |
| ?      | L’Ours et les trolls de la montagne                                                    | 2014  | Nathalie Ragondet                      | Albena Ivanovitch-Lair                  | EO 18 × 21 10-2014 ?                                                                                  |